# Crime d'agression
La notion de crime d'agression définit les crimes commis par les personnes ou États ayant préparé, accompli ou promu un conflit armé visant à déstabiliser un ou plusieurs États souverains. « Il ne peut être commis que par des personnes en position d’autorité au plus haut niveau de l’Etat qui, seules, peuvent préparer et déclencher une guerre », souligne Rafaëlle Maison, professeur de droit public.
La définition du crime d'agression est fixée dans le Statut de Rome depuis 2010. À la suite de la création de la Cour pénale internationale (CPI), c'est depuis 2018 cette juridiction qui est compétente en dernier ressort pour intenter des poursuites en lien avec ce crime. 
Le crime d'agression est considéré comme le crime des crimes car il contient tous les autres. Le Tribunal de Nuremberg retiendra d'ailleurs que le crime d'agression est le crime suprême. 

## Origine et dénomination interchangeable
La notion de crime d'agression est identique à celle de crime contre la paix utilisée devant les tribunaux militaires établis après la Seconde Guerre mondiale (le procès de Nuremberg et le Tribunal de Tokyo).
Les expressions crime contre la paix et crime d'agression sont équivalentes et renvoient à une notion unique. Les deux expressions se contiennent mutuellement et se superposent; il s'agit de deux angles complémentaires : l'expression crime contre la paix fait référence à l'élément intentionnel de l'infraction et l'expression crime d'agression à son élément matériel. Par définition, le crime d'agression suppose la volonté libre, éclairée et consciente de menacer ou de briser la paix, de même que le crime contre la paix consiste en la planification ou l'exécution d'une agression illégale.
Les deux expressions sont anciennes puisqu’il a été question de codifier les « crimes contre la paix et la sécurité de l’humanité », au premier rang desquels les « crimes d’agression », dès 1946 (voir la « confirmation des principes de droit international pénal reconnus par les tribunaux militaires internationaux », résolution 95 (I) de l’Assemblée générale des Nations unies adoptée le 11 décembre 1946). La seule nuance est d’ordre chronologique : le « crime d’agression » est la formule employée jusqu’à la Seconde Guerre mondiale ; le « crime contre la paix » est l’appellation la plus connue depuis. Pourtant, le Statut de Rome de la Cour pénale internationale, signé le 17 juillet 1998, désigne de nouveau la notion étudiée sous le nom de « crime d’agression » (article 5).

## Place spécifique au sein du droit international pénal
Le crime contre la paix ou crime d’agression appartient incontestablement à la catégorie limitée des infractions de droit international dites par nature ou par essence. Il participe à l’identité historique, humaniste et juridique de cette catégorie, dans laquelle on place également le génocide, le crime contre l'humanité et les crimes de guerre.
Les infractions internationales par nature ou par essence protègent deux valeurs fondatrices et primordiales pour l’humanité : la dignité humaine et la paix mondiale. Ces valeurs indissociables constituent le fondement et en même temps l’objectif principal du droit international moderne. En particulier, la dignité humaine est protégée par le droit international humanitaire (jus in bello en latin) qui encadre la conduite des hostilités pendant un conflit armé. La paix mondiale est protégée par le droit international du maintien de la paix (jus ad bellum ou jus contra bellum en latin) qui encadre le déclenchement des conflits armés.
Ces valeurs bénéficient également d’une protection internationale de nature pénale : le jus in bello et le jus contra bellum reçoivent alors un volet pénal. Pour le jus in bello, il s’agit des infractions internationales humanitaires précitées qui sont les violations les plus graves du droit international humanitaire : le génocide, le crime contre l’humanité et les crimes de guerre. Pour le jus contra bellum, il s’agit précisément du crime contre la paix ou crime d’agression qui est la violation du droit international du maintien de la paix.
Au sein de la catégorie des infractions internationales par nature ou par essence, le crime contre la paix ou crime d’agression se démarque nettement par sa nature double et complémentaire. Il trouve sa raison d’être aussi bien dans la nécessité de prévenir la commission de violations graves du droit international humanitaire, que dans la répression efficace de tout recours illégal à la guerre. Ce crime fait la preuve d’une autonomie parfaite par rapport aux infractions internationales humanitaires lors des procès organisés après-guerre (à Nuremberg et Tokyo) ainsi que dans l’ensemble des projets officiels et onusiens rédigés de 1925 à 2002.
Il faut attendre 1974 pour que l’Assemblée générale des Nations unies adopte finalement une définition officielle de l’agression internationale, au terme de décennies de travaux laborieux ayant subi des blocages politiques. C’est la résolution 3314 qui définit officiellement l’agression inter étatique, donc dans un sens conventionnel et non pas encore pénal.
Il ne faut pas confondre la définition conventionnelle de l’agression interétatique et la définition pénale du crime d’agression. La première correspond au volet conventionnel du jus contra bellum, la seconde à son volet pénal.

## Définition et entrée en vigueur dans le Statut de Rome
Bien que le crime d’agression figure depuis 1998 à l’article 5 du Statut de Rome, qui énumère les crimes pour lesquels la CPI est compétente, la compétence de la CPI pour ce crime est restée un temps abstraite. En effet avant 2010, les États n’avaient pas fixé de consensus pour  définir le crime d’agression et les conditions d’exercice de compétence de la CPI par rapport à ce crime n'étaient pas précisée. La Charte des Nations unies spécifiait que le Conseil de sécurité des Nations unies pouvait déterminer s'il y avait oui ou non un crime d'agression (article 39 au chapitre VII de cette Charte). 
Lors de l'élaboration du Statut de Rome, certains États ont demandé que la poursuite d'une personne pour crime d'agression soit au préalablement acceptée par le Conseil de sécurité des Nations unies. Mais d'autres États ainsi que les ONG préfèrent que ce soit uniquement le Procureur de la Cour pénale internationale qui puisse lancer une procédure contre un tel crime. 
En 2010, à la suite de la Conférence de révision de la charte qui s’est tenue à Kampala, l’article 8 bis a été ajouté au Statut de Rome : le crime d’agression s’entend de la planification, la préparation, le déclenchement ou la commission d’un acte consistant pour un État à employer la force armée contre la souveraineté, l’intégrité territoriale ou l’indépendance politique d’un autre État. Les actes d’agression comprennent notamment l’invasion, l’occupation militaire ou l’annexion par le recours à la force et le blocus des ports ou des côtes, si par leur caractère, leur gravité et leur ampleur, ces actes sont considérés comme des violations manifestes de la Charte des Nations unies. L’auteur de l’acte d’agression est une personne qui est effectivement en mesure de contrôler ou de diriger l’action politique ou militaire d’un État.
Cette définition comble une lacune du Statut de Rome mais n’entraine pas la possibilité immédiate pour la CPI d'exercer sa compétence sur les crimes d’agression. Ce n'est que le 15 décembre 2017, que l'assemblée générale de la CPI à New-York, a rendu possible les poursuites pour crime d'agression, à la suite d'une décision votée aux 2/3 des membres, qui entrera en vigueur en juillet 2018 à l'occasion du 20e anniversaire de la création de la Cour pénale internationale.
La CPI peut donc exercer sa compétence sur le crime d'agression depuis juillet 2018. Cependant, il y a certaines conditions et limitations à cette compétence. La CPI ne peut poursuivre une affaire liée au crime d'agression que si la Cour dispose d'une compétence générale sur l'affaire (c'est-à-dire si elle a déjà compétence sur d'autres crimes relevant de sa juridiction) et si l'État concerné a accepté la compétence de la Cour pour les crimes d'agression ou si la Cour obtient l'autorisation préalable du Conseil de sécurité des Nations unies. Elle n'intervient que si la juridiction nationale n'a pas la volonté ou la capacité pour juger les faits incriminés.